# Mk III: The Final Concerts
Albums de Deep Purple
California Jamming
(1996) Live at the Olympia '96
(1997)
Mk III: The Final Concerts, également paru sous le titre Archive Alive!, est un album live de Deep Purple paru en 1996. Il a été enregistré durant la tournée européenne de 1975, lors des derniers concerts de la « Mark III » du groupe (déjà illustrés par l'album Made in Europe).

## Liste des titres

### Disque 1
1. Burn (Blackmore, Coverdale, Lord, Paice) – 7:33 Enregistré à Graz le 3 avril 1975.
2. Stormbringer (Blackmore, Coverdale) – 4:38 Enregistré à Graz le 3 avril 1975.
3. Gypsy (Blackmore, Coverdale, Hughes, Lord, Paice) – 5:40 Enregistré à Paris le 7 avril 1975.
4. Lady Double Dealer (Blackmore, Coverdale) – 3:53 Enregistré à Paris le 7 avril 1975.
5. Mistreated (Blackmore, Coverdale) – 12:38 Enregistré à Paris le 7 avril 1975.
6. Smoke on the Water (Blackmore, Gillan, Glover, Lord, Paice) – 10:17 Enregistré à Paris le 7 avril 1975.
7. You Fool No One (Blackmore, Coverdale, Lord, Paice) – 13:24 Enregistré à Paris le 7 avril 1975.

### Disque 2
1. Space Truckin' (Blackmore, Gillan, Glover, Lord, Paice) – 19:54 Enregistré à Graz le 3 avril 1975.
2. Going Down / Highway Star (Nix / Blackmore, Gillan, Glover, Lord, Paice) – 15:13 Enregistré à Paris le 7 avril 1975.
3. Mistreated (Blackmore, Coverdale) – 14:13 Enregistré à Graz le 3 avril 1975.
4. You Fool No One (Blackmore, Coverdale, Lord, Paice) – 12:43 Enregistré à Graz le 3 avril 1975.

## Musiciens
- Ritchie Blackmore : guitare
- David Coverdale : chant
- Glenn Hughes : basse, chant
- Jon Lord : claviers
- Ian Paice : batterie